# Wibtoft
Wibtoft est un village et une paroisse civile du Warwickshire, en Angleterre. Administrativement, il dépend du borough de Rugby. Le village faisait à l'origine partie de la paroisse civile de Claybrooke Magna dans le Leicestershire.

## Localisation
Le village est situé à côté de la route A5 (Watling Street), qui définit ici la frontière entre le Warwickshire et le Leicestershire. Wibtoft se trouve à environ 13 km au nord de Rugby et se trouve dans une partie périphérique du borough de Rugby. À environ un demi-mile au nord de Wibtoft, au coin de la limite de la paroisse se trouve High Cross (Veronae), le point de croisement des anciennes voies romaines de Watling Street et de Fosse Way. Près de Wibtoft se trouve la source de la rivière Soar.

## Histoire
En raison de son emplacement dans une vallée abritée juste au sud de High Cross et des découvertes locales de pièces de monnaie et de pierres romaines, certains historiens ont émis l'hypothèse qu'il se trouvait sur le site d'une colonie romaine ; William Dugdale croyait qu'elle occupait le site de la ville romaine de Cleychester,.

## Centres d'intérêt
Wibtoft se compose d'une seule route étroite appelée Green Lane. En raison de sa petite taille, elle n'a ni magasins ni pubs, mais possède une petite église dédiée à Sainte-Marie,. La paroisse ecclésiastique traverse la frontière du comté, dépend de « Claybrooke cum Wibtoft » et tombe ainsi dans la Diocèse de Leicester.

## Toponymie
Le nom du village a une origine danoise et a été mentionné dans le Domesday Book sous le nom de Wibetot.

## Démographie
Selon le recensement de 2021, elle comptait 62 habitants.

## Galerie

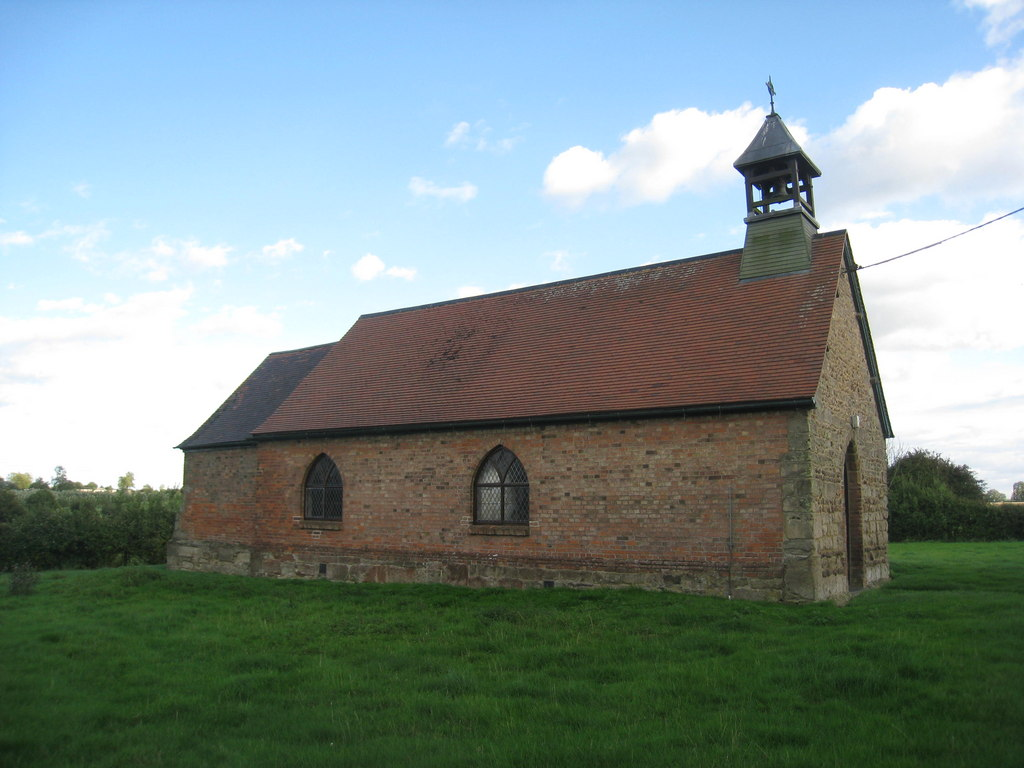
St. Mary.
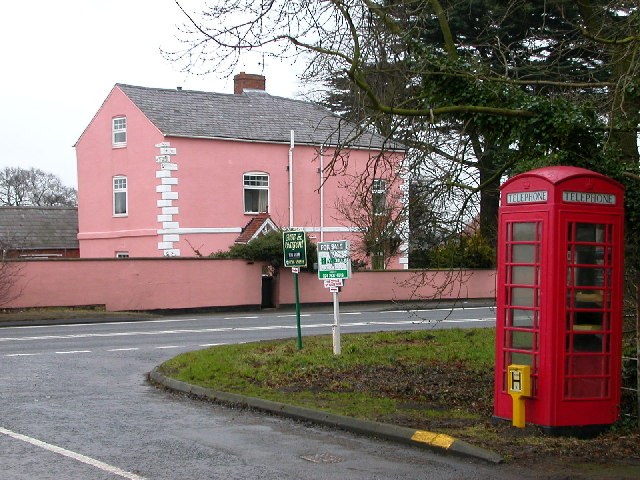
Wibtoft.
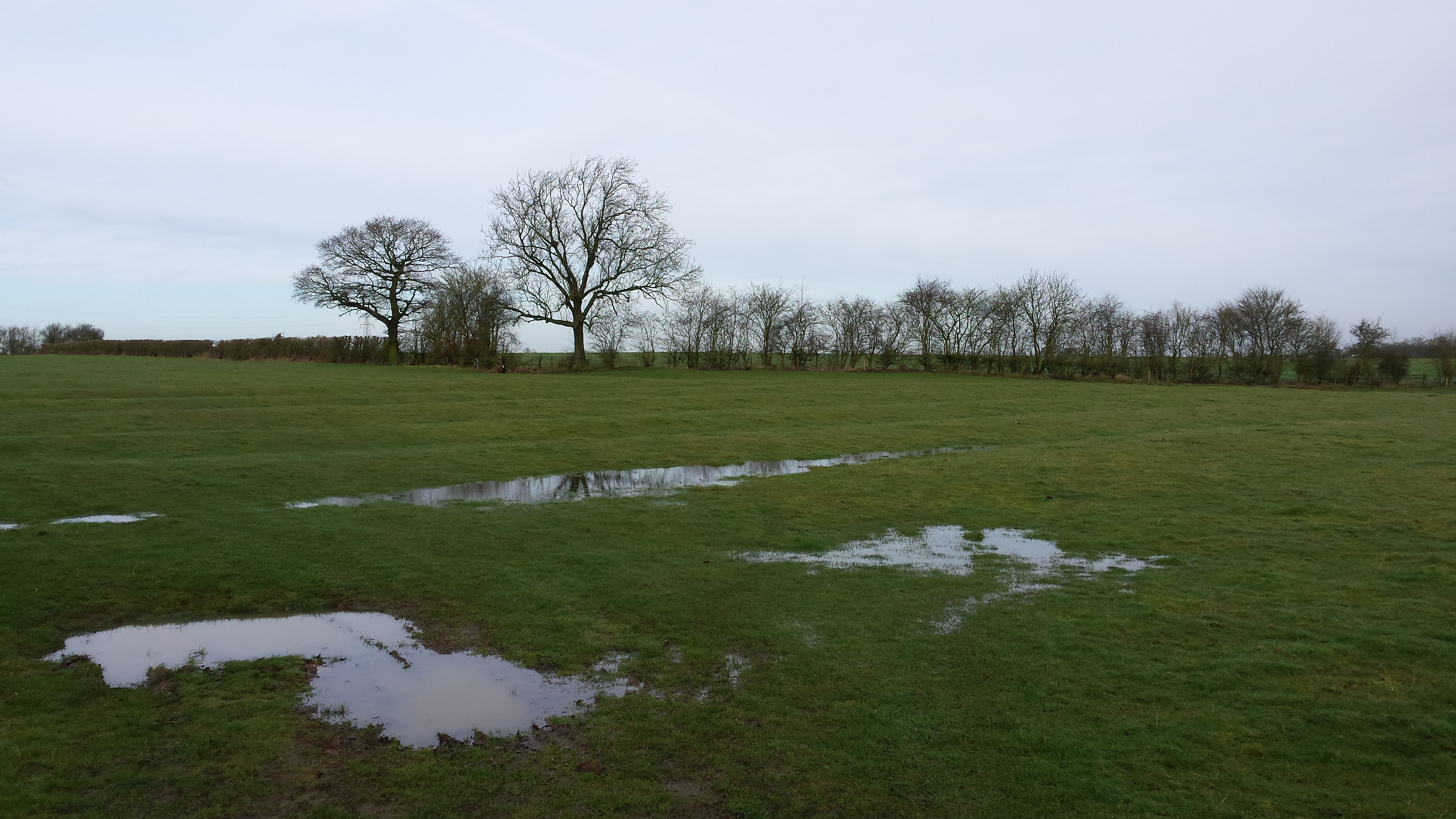
Prairie au Sud de Wibtoft.